# 皮特尔角城区
皮特尔角城区是瓜德罗普（法国海外省）所辖的一个区。总面积774平方公里，总人口210875，人口密度272人/平方公里（1999年）。主要城镇为皮特尔角城。

## 辖区
皮特尔角城区辖有23个县,共有14个市镇。